# Stegolophodon
Stegolophodon es un género extinto de proboscidios estegodóntidos. Vivió en las épocas del Mioceno y Plioceno y pudo haber sido antecesor del género Stegodon. Los fósiles han sido encontrados en Asia pero también se han encontrado algunos en África. A veces se le incluye en la familia Gomphotheriidae.

## Taxonomía
Stegolophodon y Stegodon pertenecieron alguna vez a la familia Elephantidae dentro de la subfamilia Stegodontinae. La cantidad de especies de este género está en debate, puesto que otras especies han sido asignadas al género pero tradicionalmente son 6 especies, estas son:
- Stegolophodon latidens
- Stegolophodon praelatidens
- Stegolophodon progressus
- Stegolophodon pseudolatidens
- Stegolophodon stegodontoides
- Stegolophodon cautleyi